# Grupo (sociologia)

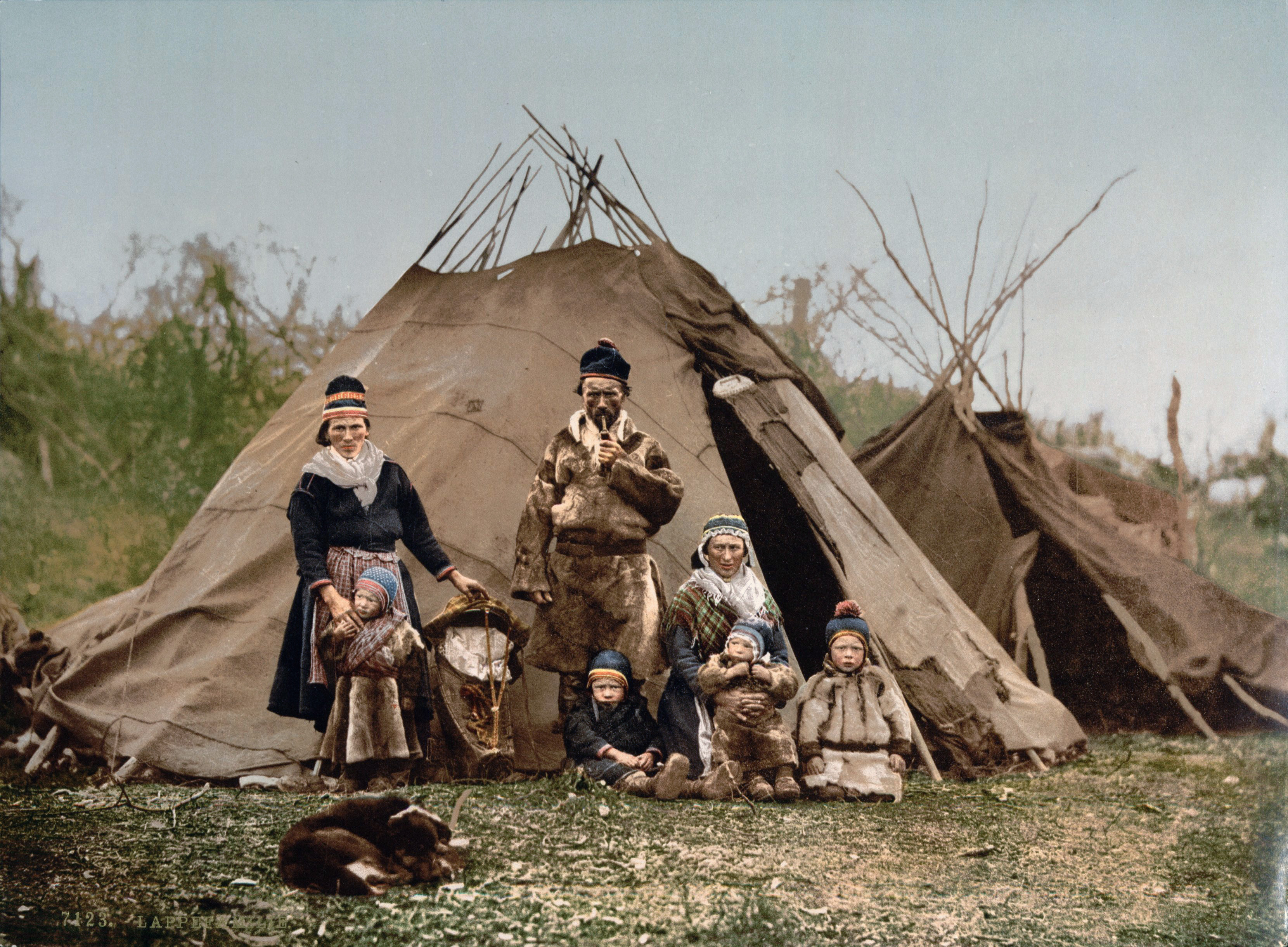
Um grupo de indigenas.

Em sociologia, um grupo é um sistema de relações interpessoais  entre indivíduos que compartilham algum elemento de identidade comum, em interações recorrentes. 
Enquanto um agregado incluir várias pessoas somente, um grupo, em sociologia, exibe coerência em um grau maior. Aspectos que os sócios no grupo podem compartilhar incluem interesses, valores, raízes étnicas ou linguísticas e parentesco. Já a diferença quanto a sociedade não é apenas quantitativa, ou seja, um grande grupo não é necessariamente uma sociedade; a sociedade deve ter aspectos não-essenciais ao grupo, como uma localização espacial, uma cultura autossuficiente e um mecanismo de reprodução e renovação dos membros.

## Classificação
Grupos primários consistem em grupos pequenos com relações íntimas; famílias, por exemplo. Podem ser caracterizados por contactos diretos ou indiretos, como corresponder-se com um irmão em outro país via e-mail. Eles geralmente mantêm-se durante anos.
Já os grupos secundários', em contraste com grupos primários, são grupos grandes cujas relações são apenas formais e institucionais. Alguns deles podem durar durante anos mas alguns podem desaparecer depois de uma vida curta. Os termos grupo primário e grupo secundário foram criados por Charles Cooley.
Grupos intermediários são aqueles em que se alternam e se complementam as duas formas de contatos sociais: primários e secundários; um exemplo desse tipo de grupo é a escola.